# Scott McCrady
Scott McCrady (Calgary, Alberta, 1968. október 30. –) kanadai profi jégkorongozó.

## Pályafutása
Komolyabb junior karrierjét a WHL-es Medicine Hat Tigersben kezdte 1985–1986-ban és 1988-ig játszott ebben a csapatban. 1987-ben és 1988-ban megnyerték a Memorial-kupát. Az 1987-es NHL-drafton a Minnesota North Stars választotta ki a második kör 35. helyén. Felnőtt pályafutását az IHL-es Kalamazoo Wingsben kezdte 1988-ban. A következő szezont is itt töltötte, de mindössze három mérkőzésen lépett jégre. 1990–1991-ben az IHL-es Salt Lake Golden Eaglesben játszott. A következő idényben játszott az ECHL-es Johnstown Chiefsben és az AHL-es Capital District Islandersben.

## Díjai
- Ed Chynoweth-kupa: 1987, 1988
- Memorial-kupa: 1987, 1988
- WHL Kelet Első All-Star Csapat: 1988